# Zouziègane
Zouziègane est une localité du département de Dano, dans la province d’Ioba (région du Djôrô) au Burkina Faso. En 2006, cette localité comptait 983 habitants dont 52,6 % de femmes.